# 西津水库
西津水库位于中国广西南宁横州，是一座以发电、通航为主兼顾灌溉效益的大型水利枢纽工程。

## 图库

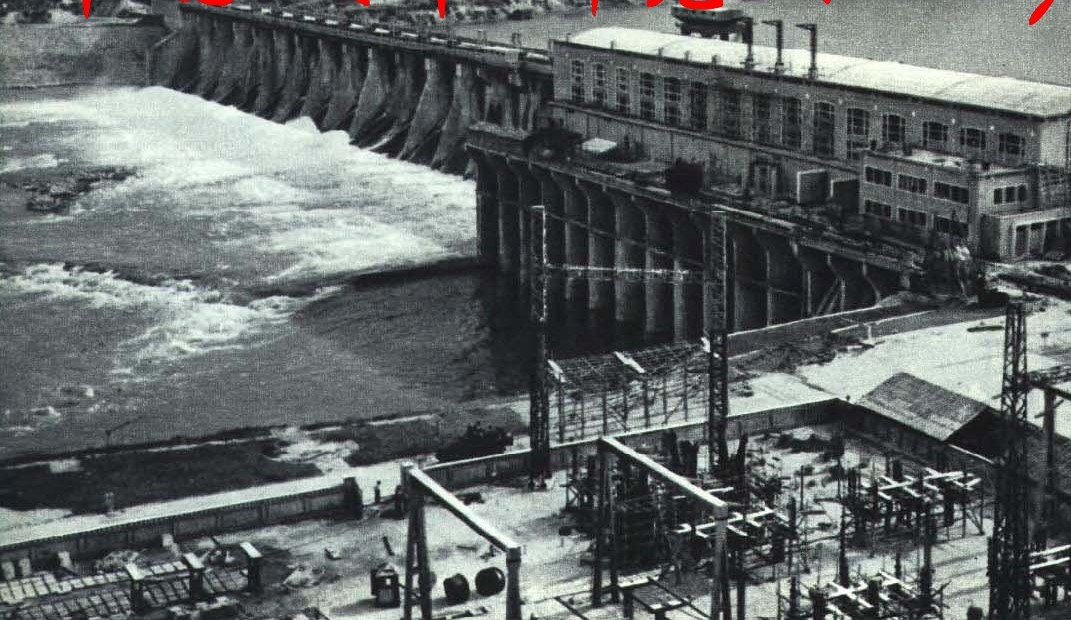
1964年 广西西津水电站